# Eva Sahligerová
Eva Sahligerová (20. července 1953 – 28. března 1999) byla slovenská a československá pedagožka a politička, po sametové revoluci poslankyně Sněmovny lidu Federálního shromáždění za VPN (respektive za nástupnický subjekt ODÚ-VPN), později za slovenskou organizaci ODS.

## Biografie
Před rokem 1989 působila jako překladatelka. V listopadu 1989 patřila mezi předáky VPN v Levicích. 24. listopadu zde spoluorganizovala první veřejné vystoupení a stávku studentů. Byla též první přednostkou okresního úřadu v Levicích.
Ve volbách roku 1990 byla zvolena za VPN do Sněmovny lidu (volební obvod Západoslovenský kraj). Po rozkladu VPN v roce 1991 nastoupila do poslaneckého klubu jedné z nástupnických formací ODÚ-VPN. Odtud ovšem ještě v únoru 1992 přestoupila do klubu ODS, která tehdy budovala svou stranickou strukturu i na Slovensku. Ve Federálním shromáždění setrvala do voleb roku 1992.
2. kongres ODS v dubnu 1992 ji zvolil do výkonné rady ODS jako zástupkyni slovenské organizace.
V 90. letech se podílela na vzniku překladatelské firmy a jazykové školy ve městě Levice. Zemřela na vážnou nemoc. Firmu pak převzal její syn Matej Haško.